# Aleksandr Morozevitsj

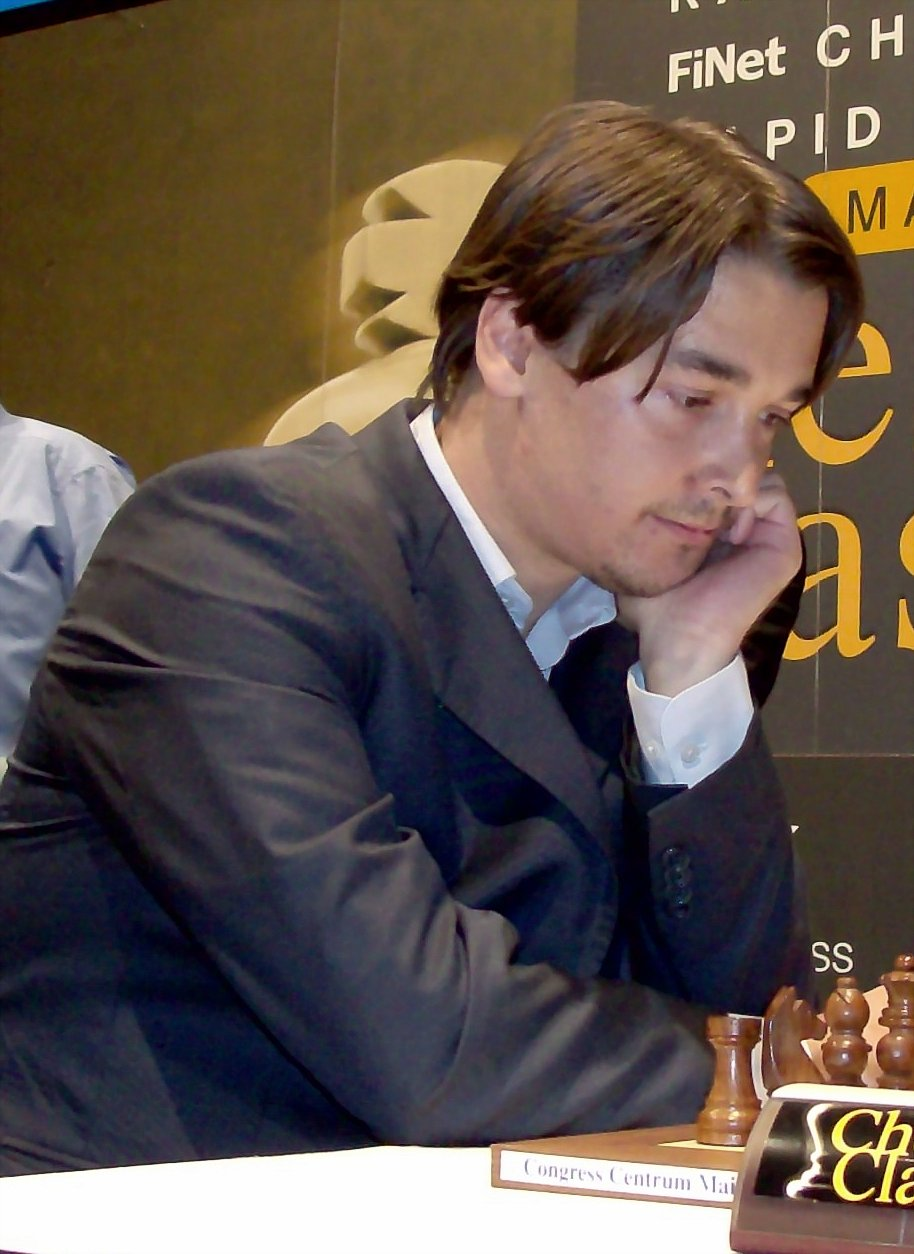
Aleksandr Morozevitsj

Aleksandr Sergejevitsj Morozevitsj (Russisch: Александр Сергеевич Морозевич) (Moskou, 18 juli 1977) is een Russisch schaakgrootmeester.
- In het Corus schaaktoernooi in 2002 eindigde Morozevitsj op de derde plaats; Jevgeni Barejev eindigde als eerste. Morozevitsj en Vladimir Kramnik winnen het Amber rapid-blindschaak toernooi te Monaco in 2004.
- Van 15 t/m 27 maart 2003 werd Morozevitsj met 7 punten tweede in het blindschaak toernooi van het Ambertoernooi. Viswanathan Anand was de winnaar van de combinatie met 14½ punt. Morozevitsj eindigde op de derde plaats met 13 punten
- In het Corustoernooi 2004 moest Aleksandr Morozevitsj zich wegens ziekte terugtrekken. Zijn plaats werd ingenomen door de Bulgaar Veselin Topalov, rating 2735 elo. Het teamkampioenschap in Sotsji 2004 werd gewonnen door het Russische team van Aleksandr Morozevitsj.
- In 2004 werd in Biel een grootmeestertoernooi verspeeld dat met zeven punten gewonnen werd door Aleksandr Morozevitsj. Krishnan Sasikaran eindigde op de tweede plaats en Roeslan Ponomarjov werd derde.
- In september 2004 eindigde Morozevitsj als eerste in het open blitzschaak kampioenschap in Moskou. Hij won een prachtige samovar.
- In 2004 nam hij met het Russische team deel aan de 36e Schaakolympiade, waar hij speelde aan het eerste bord. Het team eindigde op de tweede plaats. 
  - Zie ook: de partij Morozevich-Korchnoi, Calvià 2004
- Van 19 t/m 31 maart 2005 werd in Monaco het 14e Ambertoernooi gevierd dat met 15½ punt gewonnen werd door Viswanathan Anand. Morozevitsj bereikte met 13 punten de tweede plaats terwijl Vasyl Ivantsjoek en Péter Lékó met 12 punten op de derde en vierde plaats eindigden.
- Op 26 augustus 2005 werd in Moskou het Moskou blitz open verspeeld dat met 14 punten uit 19 ronden door Aleksandr Morozevitsj.
- Van 27 september t/m 16 oktober 2005 werd in San Louis Argentinië het wereldkampioenschap schaken verspeeld dat met 10 uit 14 door Veselin Topalov gewonnen werd. Morozevitsj eindigde met 7 punten op de vierde plaats.
- Van 31 oktober t/m 11 november 2005 speelde Morozevitsj mee in het wereldteamkampioenschap schaken 2005 dat in Beër Sjeva verspeeld werd. Het Russische team werd met 22 punten kampioen.
- Morozevitsj eindigde als gedeeld 6e/7e in het wereldkampioenschap 2007.
- In 2012 won hij met 5 pt. uit 7 het Vladimir Petrov Memorial, een rapid-toernooi, gehouden in Jūrmala.[1][2]

Morozevitsj staat bekend als een originele speler. In de opening speelt hij vaak weinig gebruikte varianten - veelal een variant die al jaren niet meer op grootmeesterniveau wordt gespeeld - waarbij hij zelf een nieuw idee heeft. Hij opent meestal met de zet 1.e4. Met zwart speelt Aleksandr soms een Indische verdediging (1.d4 Pf6) of het Frans (op 1.e4).